# سيد النقشبندي
سيد النقشبندي (7 يناير 1920 - 14 فبراير 1976) منشد وقارئ قرآن مصري. وصاحب مدرسة متميزة في الابتهالات أحد أشهر المنشدين والمبتهلين في تاريخ الإنشاد الديني، يتمتع بصوت يراه الموسيقيون أحد أقوى وأوسع الأصوات مساحة في تاريخ التسجيلات.
كلمة (نقشبندي) مكونة من مقطعين هما (نقش) و (بندي) ومعناها في اللغة العربية: القلب، أي: نقش حب الله على القلب. النقش بند بالفارسية هو الرسام أو النقاش والنقشبندي نسبة إلى فرقة من الصوفية يعرفون بالنقشبندية ونسبتهم إلى شيخهم بهاء الدين النقشبند المتوفى سنة 791 هجرية.
صوته الآخاذ والقوي والمتميز، طالما هز المشاعر والوجدان وكان أحد أهم ملامح شهر رمضان المعظم حيث يصافح آذان الملايين وقلوبهم خلال فترة الإفطار، بأحلى الابتهالات التي كانت تنبع من قلبه قبل حنجرته فتسمو معه مشاعر المسلمين، وتجعلهم يرددون بخشوع الشيخ سيد النقشبندي. هو واحد من أبرز من ابتهلوا ورتلوا وأنشدوا التواشيح الدينية في القرن. قالوا عنه وكان ذا قدرة فائقة في الابتهالات والمدائح حتى صار صاحب مدرسة، ولقب بالصوت الخاشع، والكروان.

## نبذة عن حياته
ولد في حارة الشقيقة بقرية دميرة إحدى قرى محافظة الدقهلية، في مصر عام 1920م. لم يمكث في (دميرة) طويلاً، حيث انتقلت أسرته إلى مدينة طهطا في جنوب الصعيد ولم يكن قد تجاوز العاشرة من عمره. في طهطا حفظ القرآن الكريم علي يد الشيخ أحمد خليل قبل أن يستكمل عامه الثامن وتعلم الإنشاد الديني في حلقات الذكر بين مريدي الطريقة النقشبندية. جد الشيخ سيد هو محمد بهاء الدين النقشبندي الذي قد نزح من بخارة بولاية أذربيجان إلى مصر للالتحاق بالأزهر الشريف، ووالده أحد علماء الدين ومشايخ الطريقة النقشبندية الصوفية. كان يتردد علي مولد أبو الحجاج الاقصري وعبد الرحيم القناوي وجلال الدين السيوطي، وحفظ أشعار البوصيري وابن الفارض.
في عام 1955 استقر في مدينة طنطا وذاعت شهرته في محافظات مصر والدول العربية، وسافر الي حلب وحماه ودمشق لإحياء الليالي الدينية بدعوة من الرئيس السوري حافظ الأسد، كما زار أبوظبي والأردن وإيران واليمن وإندونيسيا والمغرب العربي ودول الخليج ومعظم الدول الأفريقية والآسيوية، وأدى فريضة الحج خمس مرات خلال زيارته للسعودية.
في عام 1966 كان الشيخ سيد النقشبندي بمسجد الإمام الحسين بـ القاهرة والتقى مصادفة بالإذاعي أحمد فراج فسجل معه بعض التسجيلات لبرنامج في رحاب الله ثم سجل العديد من الأدعية الدينية لبرنامج «دعاء» الذي كان يذاع يوميا عقب أذان المغرب، كما اشترك في حلقات البرنامج التلفزيوني في نور الأسماء الحسنى وسجل برنامج الباحث عن الحقيقة والذي يحكي قصة الصحابي الجليل سلمان الفارسي، هذا بالإضافة إلى مجموعة من الابتهالات الدينية التي لحنها محمود الشريف وسيد مكاوي وبليغ حمدي وأحمد صدقي وحلمي أمين.
وصف الدكتور مصطفى محمود في برنامج العلم والإيمان الشيخ سيد النقشبندي بقوله (أنه مثل النور الكريم الفريد الذي لم يصل إليه أحد) وأجمع خبراء الأصوات على أن صوت الشيخ الجليل من أعذب الأصوات التي قدمت الدعاء الديني فصوته مكون من ثماني طبقات، وكان يقول الجواب وجواب الجواب، وصوته يتأرجح ما بين الميزو-سوبرانو والسوبرانو.
دخل الشيخ الإذاعة العام 1967م، وترك للإذاعة ثروة من الأناشيد والابتهالات، إلى جانب بعض التلاوات القرآنية لدى السمّيعة.

## قصة تعاونه معبليغ حمدي
حكايته مع الشيخ سيد النقشبندي، التي أثمرت عن 6 ابتهالات، قال عنها النقشبندي في حديث جمعه بالإذاعي الكبير وجدي الحكيم «لو مكنتش سجلتهم مكنش بقالي تاريخ بعد رحيلي»، ومن بين أشهر الابتهالات التي تعاونا فيها «مولاي إني ببابك».
بدأت الحكاية في حفل خطبة ابنة الرئيس الراحل محمد أنور السادات، والذي كان يحرص على وجود إنشاد ديني في الحفلات التي يحضرها، وكان النقشبندي ضيفًا في الحفل، وأثناء قيام الأخير بتحية السادات، أشار السادات لوجدي الحكيم وبليغ حمدي، قائلًا «افتحوا الإذاعة أنا عايز أسمع النقشبندي مع بليغ»، وذلك بحسب ما حكاه الحكيم.
وبعد أيام حضر النقشبندي لمبنى الإذاعة برفقة الحكيم، وظل النقشبندي يردد: «على آخر الزمن يا وجدي، يلحن لي بليغ»، معتقدًا أن بليغ سيصنع له لحنًا راقصًا ولن يتناسب مع جلال الكلمات التي ينطق بها في الأدعية والابتهالات، وحاول الإعلامي الكبير تهدئته، إلا إنه كان لا يشعر بجدوى ما يحدث، وفكر في الاعتذار، حتى اتفق مع الحكيم على الاستماع لبليغ وإذا لم يُعجب باللحن الذي سيصنعه، سيرفض الاستمرار.
يقول وجدي الحكيم إن الشيخ النقشبندي ظل طيلة الوقت ممتعضًا، وبعد نصف ساعة من جلوسه مع بليغ في الاستوديو، دخل الحكيم ليجد الشيخ يصفق قائلا: «بليغ ده عفريت من الجن»

## وصية النقشبندي
كان الشيخ سيد النقشبندي صوتا متفردا لم يأت الزمان بمثله، يشدو فينقلك إلى عالم أخر وتشعر أنك تسمع كروان من الجنة، يهتز قلبك حين تستمع إلى رائعته «مولاي إني ببابك» وتشعر بأنك تلمس قطعة من السماء حين تسمع أنشودته «الله يالله»
ولوفاة قيثارة السماء الشيخ سيد النقشبندي قصة غريبة يحكى عنها حفيده سيد شحاتة النقشبندي، قائلا: «جدي توفى بشكل مفاجئ في (14 فبراير 1976)، وكان عمره (55 عاما)، ولم يكن مريضا، وقبلها بيوم واحد في (13 فبراير) كان يقرأ القرآن في مسجد التليفزيون وأذن لصلاة الجمعة على الهواء، ثم ذهب مسرعا إلى منزل شقيقه من والدته سعد المواردي في العباسية».
وأضاف حفيد «النقشبندي»: «طلب جدي من شقيقه أن يحضر ورقة وقلم بسرعة، وكتب كام سطر وأعطاه الورقة، وقال له لا تقرأها إلا ساعة اللزوم ثم عاد إلى بيته في طنطا».
وتابع: يتانى يوم شعر جدي ببعض التعب، فذهب للدكتور محمود جامع في مستشفى المبرة بطنطا، وحكى الدكتور جامع عن هذه الواقعة»، مشيرا إلى أن جده دخل عليه على قدمه وقال له: «أشعر بألم في صدري، وفاضت روحه في غرفة الكشف خلال دقائق».
وأشار حفيد قيثارة السماء إلى أن شقيق الشيخ النقشبندي فتح الورقة التي كتبها بعد وفاته، فوجدها وصية كتبها الشيخ سيد يوصي فيها بأن يدفن مع والدته في مقابر الطريقة الخلوتية بالبساتين، وعدم إقامة مأتم له والاكتفاء بالعزاء والنعي بالجرائد، وأوصى برعاية زوجته وأطفاله.
وأضاف تصادف أثناء عودة جدي من القاهرة في المرة الأخيرة أنه شهد سرادقا كبيرا لعزاء أحد كبار تجار الفراشة بطنطا، فقال لبطانته: «إيه السرادق العظمة ده؟» وبعد وفاته كان هذا السرادق مازال مقاما وبعد أن صلى الآلاف على جدي بمسجد السيد البدوي وتم دفنه بالقاهرة، أمر المحافظ بأن يبقى السرادق مقاما لعزاء الشيخ سيد.
يحكى حفيد النقشبندي، أن جده كان متزوجا من ابنة عمته وأنجب منها 5 أبناء: «ليلى ومحمد وأحمد وسعاد وفاطمة»، وتوفت زوجته بعد رحلة مرض بالسكر، وكان الشيخ يحبها حبا كبيرا وتأثر بوفاتها، وعرض عليه أبناؤه الزواج بعد وفاة والدتهم، وبالفعل زوجوه من سيدة من المنصورة، وأنجب منها ثلاثة أبناء: «إبراهيم ورابعة والسيد»، وتوفى قبل ميلاد ابنه الأصغر السيد وترك والدته حاملا فيه، بينما كان عمر إبراهيم لا يتجاوز (3 سنوات) ورابعة «عام ونصف».
وأضاف حفيد النقشبندي، أن جده عندما مات لم يكن في جيبه سوى (3 جنيهات)، ولم يترك أرضا أو بيتا أو أموالا، حيث كان ينفق كل ما يأتيه على الفقراء، وكان يقول دائما: «الله أكرمنا كي نكرم خلقه»، مؤكدا أن الإذاعة لم تصرف بعد وفاته أي معاش لأبنائه وعاشوا ظروفا صعبة من بعده

## وفاته
توفي إثر نوبة قلبية في 14 فبراير 1976م. كرمه رئيس مصر الراحل محمد أنور السادات عام 1979م بمنحه وسام الدولة من الدرجة الأولى، وذلك بعد وفاته. كما كرمه الرئيس المصري السابق محمد حسني مبارك في الاحتفال بليلة القدر عام 1989م بمنحه وسام الجمهورية من الدرجة الأولى، وذلك بعد وفاته أيضًا. كرمته محافظة الغربية التي عاش فيها ودفن بها حيث أطلقت اسمه على أكبر شوارع طنطا والممتد من ميدان المحطة حتى ميدان الساعة.

## من أهم أعماله بالإنشاد الديني
ابتهالات دينية كثيرة تفوق الأربعين ومن أشهرها:
| - جل الإله - أقول أُمتي - أي سلوي - أنت في عين قلبي - يارب دموعنا - حشودنا تدعوك - بدر الكبرى - ربنا - ليلة القدر - أيها الساهر | - سبحانك يا رب - رسولك المختار - مولاي - أغيب - يارب إن عظمت ذنوبي - النفس تشكو - ربّ هب لى هدى. - النور منه الحقيقة - أطلقوني من سياج الأسر حتى أتلاقى | - المدينة المنورة - يا اللــه - يا رب يا رحمن - وقادمون نحن - حبيبي أنت - رمضان اهلا - يا باسط الأرزاق - النائمون - يا ربنا العظيم يا الله - يا صاحبي | - الحب - غناء الزهر - أيقظ الشوق مقلتي من رقاد - يا ربنا العظيم - إلهي وأنت مجيب الرجاء - يا رب نورا - القلب يا رب حامد - الله أكبر دعوة الحق المبين - ذنوبنا تلال - سفينة النجاة |